# Seleuc I Nicàtor
Seleuc I Nicàtor   (Europos, 358 aC - Lisimaquea, 281 aC) va ser el fundador i primer rei de l'Imperi Selèucida. Era fill d'Antíoc, un general del rei Filip II de Macedònia. El seu nom incorpora la paraula Nicàtor que significa vencedor.

## Biografia
Seleuc era fill d’Antíoc. L'historiador Justí afirma que Antíoc va ser un dels generals de Filip II de Macedònia, però no s'esmenta cap general d'aquest tipus en altres fonts, i no se sap res de la seva suposada carrera sota Filip. És possible que Antíoc fos membre d'una família noble de l'alta macedònia. La mare de Seleuc suposadament es deia Laòdice, però no se sap res més d'ella. Més tard, Seleuc va anomenar diverses ciutats en honor dels seus pares. Seleuc va néixer a Europus, situada a la part nord de Macedònia. Just un any abans del seu naixement (si s'accepta l'any 358 aC com la data més probable), els peonis van envair la regió. Filip va derrotar els invasors i només uns anys més tard els va sotmetre completament sota el domini macedoni. L'any de naixement de Seleuc no és clar. Justí afirma que tenia 77 anys durant la batalla de Curopedi, cosa que situaria el seu any de naixement al 358 aC. Apià diu que Seleuc tenia 73 anys durant la batalla, cosa que significa que el 354 aC seria l'any de naixement. Eusebi de Cesarea, però, esmenta l'edat de 75 anys, i per tant l'any 356 aC, fent que Seleuc tingués la mateixa edat que Alexandre el Gran. Això és molt probablement propaganda per part de Seleuc per fer-lo semblar comparable a Alexandre.
D'adolescent, Seleuc va ser escollit per servir com a patge (pais) del rei. Era costum que tots els descendents masculins de famílies nobles servissin primer en aquest càrrec i més tard com a oficials de l'exèrcit del rei.
Seleuc, com els seus rivals posteriors Antígon Monoftalm (el borni) i Demetri, va ser, segons sembla, un home molt poderós. Apià va escriure sobre un incident en què un toro salvatge que estava a punt de ser sacrificat per Alexandre es va alliberar dels seus lligams, i Seleuc va aconseguir recuperar l'animal agafant-lo i subjectant-lo per les banyes amb les mans nues. Pel que sembla, aquesta va ser la raó de les banyes de medulla a les monedes que va encunyar més tard.
Es van explicar diverses llegendes sobre Seleuc, similars a les que es contaven sobre Alexandre el Gran. Es diu que Antíoc va dir al seu fill abans de marxar a lluitar contra els perses amb Alexandre que el seu veritable pare era en realitat el déu Apol·lo. El déu havia deixat un anell amb la imatge d'una àncora com a regal a Laodice. Seleuc tenia una marca de naixement amb forma d'àncora. Es va dir que els fills i néts de Seleuc també tenien marques de naixement similars. La història és similar a la que es va explicar d'Alexandre. El més probable és que la història sigui propaganda inventada per presentar Seleuc com el successor natural d'Alexandre.
Joan Malales ens diu que Seleuc tenia una germana anomenada Didimeia, que va tenir fills anomenats Nicanor i Nicomedes. El més probable és que els fills siguin ficticis. Didimeia podria referir-se a l'oracle d'Apol·lo a Dídima, prop de Milet. També s'ha suggerit que Ptolemeu (fill de Seleuc) era en realitat l'oncle de Seleuc.

### Primera guerra dels Diàdocs

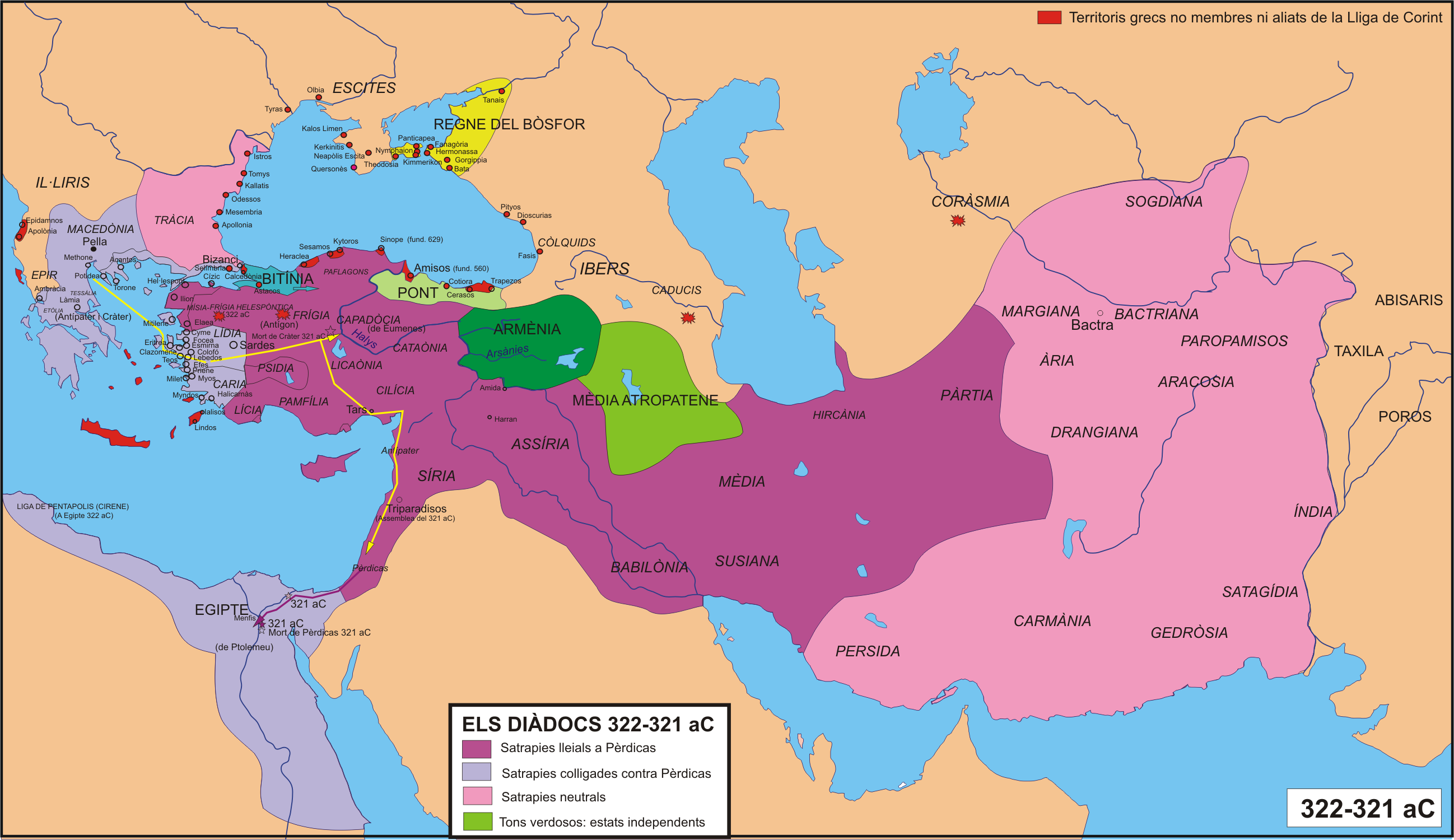
Lleialtats en la Primera guerra dels Diàdocs

A la mort d'Alexandre el Gran (323 aC), el sàtrapa més poderós de l'imperi era Antípatre. Perdicas d'Orèstia va nomenar Seleuc com el seu lloctinent. Alguns dels generals més poderosos no es volien resignar a la supremacia de Perdicas. El seu matrimoni amb la germana d'Alexandre Cleòpatra, va portar a Antípatre, Cràter, Antígon Monoftalm i Ptolemeu a formar una aliança secreta contra ell. La guerra va esclatar quan Ptolemeu va robar el cos d'Alexandre i se'l va endur a Egipte, des d'on passà a actuar com un sobirà independent. Èumenes va derrotar els rebels a l'Àsia Menor en una batalla en la qual morí Cràter, però quan Perdicas es dirigia cap a la invasió d'Egipte va ser traït per Pitó, Seleuc i Antígenes i fou assassinat en un motí i pel Pacte de Triparadisos, el 321 aC, els generals d'Alexandre es van repartir l'imperi i Seleuc va rebre a satrapia de Babilònia.

### Segona guerra dels Diàdocs
Després de la mort d'Antípatre el 319 aC, Pitó de Mèdia va començar a expandir el seu poder i reunir un gran exèrcit, i liderats per Peucestes de Mieza, els altres sàtrapes van reunir un exèrcit oposat propi que va derrotar Pitó a Pàrtia. Va escapar a Mèdia, però els seus oponents no el van seguir i van tornar a Susiana. Mentrestant, Èumenes i el seu exèrcit havien arribat a Cilícia, però van haver de retirar-se amb l'arribada d'Antígon Monoftalm. La situació era difícil per a Seleuc. Èumenes i el seu exèrcit eren al nord de Babilònia; Antígon el seguia amb un exèrcit encara més gran; Pitó era a Mèdia i els seus oponents a Susiana. Antígenes, sàtrapa de Susiana i comandant dels Argiràspides, estava aliat amb Èumenes. Antígenes era a Cilícia quan va començar la guerra entre ell i Pitó.
Pitó va arribar a Babilònia a la tardor o hivern del 317 aC havent perdut un gran nombre de tropes, però Seleuc tenia encara menys soldats. Èumenes va dirigir-se a Susa a la primavera del 316 aC, on els sàtrapes van acceptar que lluitava en nom de la família governant legítima contra l'usurpador Antígon i va marxar amb el seu exèrcit per intentar creuar el Tigris. Seleuc va enviar missatges a Antígon i va haver d'actuar enviant dos trirrems i alguns vaixells més petits per aturar la travessia i va intentar sense èxit que els antics hipàsits dels argiràspides s'unissin a ell. Amb la manca de tropes, Seleuc no podia aturar realment Èumenes i va obrir les barreres antiinundacions del riu, però la inundació resultant no va aturar Èumenes. Finalment Èumenes va ser derrotat i executat. Antígon controlava ara Àsia Menor i les províncies orientals, Cassandre va ocupar Macedònia i gran part de Grècia, establint-se com a regent, Lisímac, Tràcia, i Ptolemeu, Egipte, Síria, Cirene i Xipre. Els seus enemics eren morts o havien perdut seriosament el seu poder i influència

### Tercera guerra dels Diàdocs

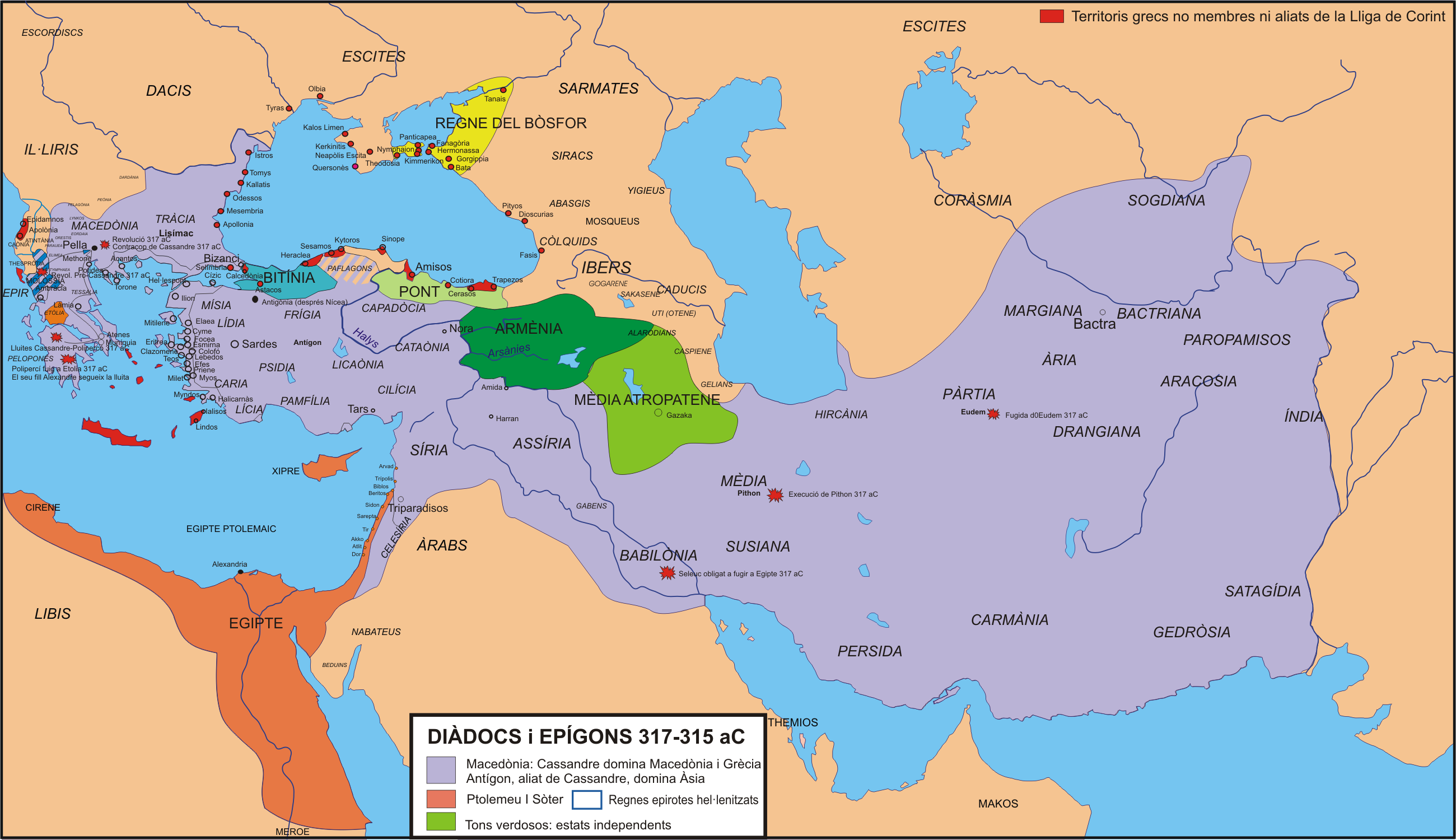
Els diàdocs després de la Segona guerra

Seleuc, temerós d'Antígon Monoftalm va fugir a la cort de Ptolemeu a Egipte, on va rebre asil. El 316 aC Ptolemeu es va aliar a Cassandre i Lisímac de Tràcia que governaven Macedònia i Tràcia, contra Antígon, que s'havia convertit en el més poderós dels diàdocs. De l'aliança formaven també part Ptolemeu i Asandre, i van exigir a Antígon una nova partició però la qual Síria quedaria adjudicada a Ptolemeu, Babilònia restituïda a Seleuc, Lisímac rebria la Frígia Helespòntica, i Asandre la Lícia, Pamfília i Capadòcia; però Antígon es va negar i va esclatar la tercera guerra dels diàdocs.
El 312 aC Ptolemeu va envair Síria des d'Egipte aliat amb Seleuc, derrotant Demetri Poliorceta a la batalla de Gaza. Ptolemeu va deixar un cos d'exèrcit al seu amic Seleuc perquè reconquerís Babilònia, que havia quedat sense governant amb la mort de Pitó a la batalla. Seleuc amb les tropes egípcies va avançar cap als seus antics dominis, on tenia partidaris, que van fomentar una revolta de manera que quan Seleuc hi va arribar ja els seus seguidors dominaven la ciutat i la satrapia. En prendre possessió va adoptar el nom de Seleuc I Nicàtor (el Victoriós).

### Guerra de Babilònia

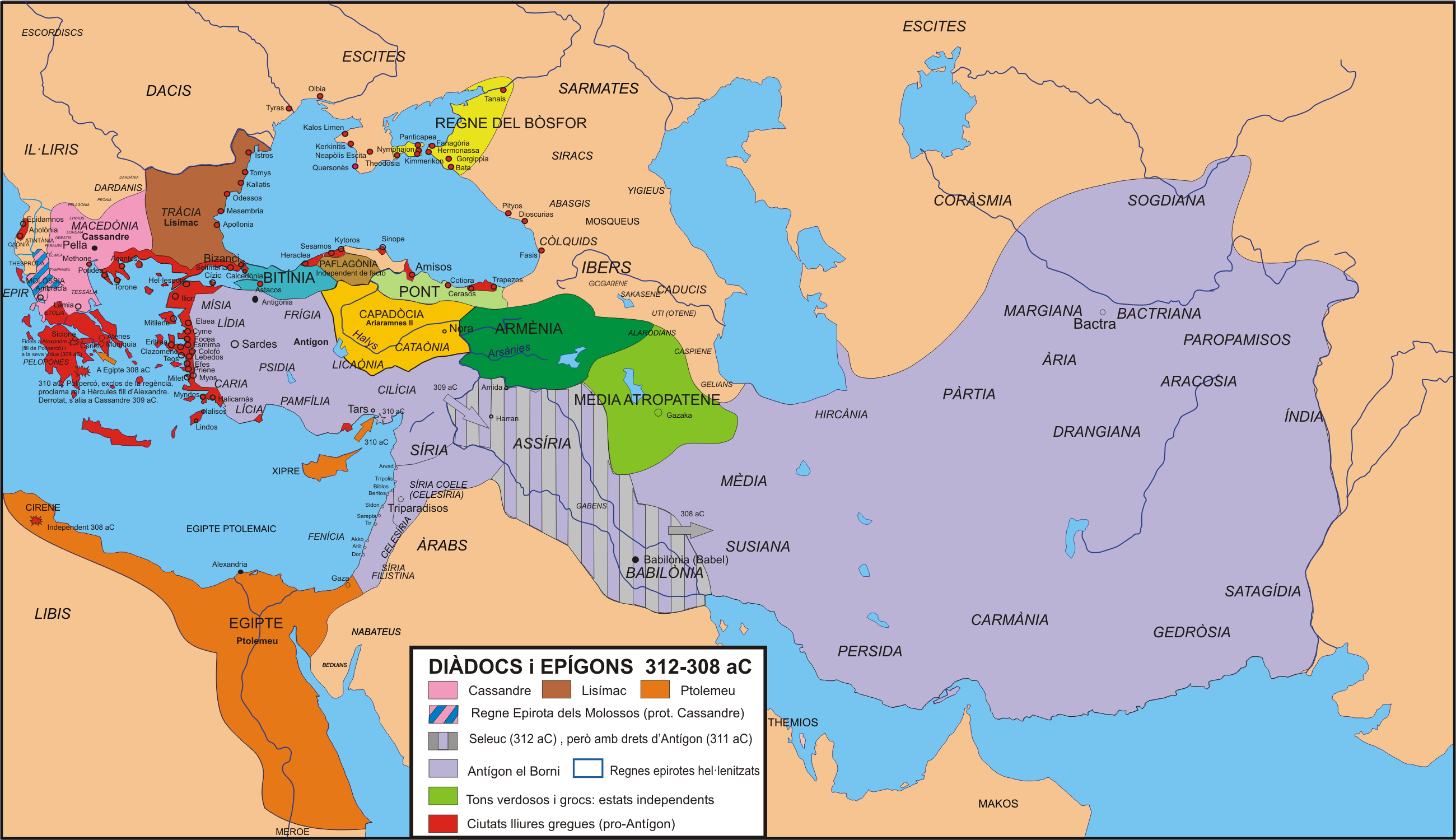
Els diàdocs del 312 al 308 aC

En saber que Seleuc s'havia ensenyorit de Babilònia, Nicànor d'Estagira, sàtrapa de l'est sota Antígon Monoftalm, va reunir ràpidament un exèrcit i va marxar cap a l'oest, cap a Seleuc, que el va atacar durant la nit i l'exèrcit de Nicànor va ser desbordat, però va poder escapar. El gruix dels soldats restants es van unir a Seleuc o van fugir. La notícia de la victòria de Seleuc va ser una sorpresa a l'oest i va provocar una sacsejada dels alineaments polítics, posant fi a la pau. Quan Antígon va ser informat de la batalla, va ordenar al seu fill Demetri amb 19.000 soldats que recuperessin Babilònia, però Seleuc ara estava en una posició molt més forta, ja que molts dels soldats de Nicànor s'havien unit a les files selèucides després de la batalla.
L'intent de Demetri (fill d'Antígon) de reconquerir el territori, va ser rebutjat el 311 aC i molt poc després es va fer la pau en la qual a Ptolemeu se li va reconèixer la possessió d'Egipte, Cirene i Xipre, a Lisímac la Tràcia i es van reconèixer els drets d'Antígon Monoftalm sobre Babilònia que seria administrada per Seleuc. Cassandre va ser reconegut regent del Regne Macedoni fins a la majoria del rei infant Alexandre IV, i Polipercont va perdre la regència.

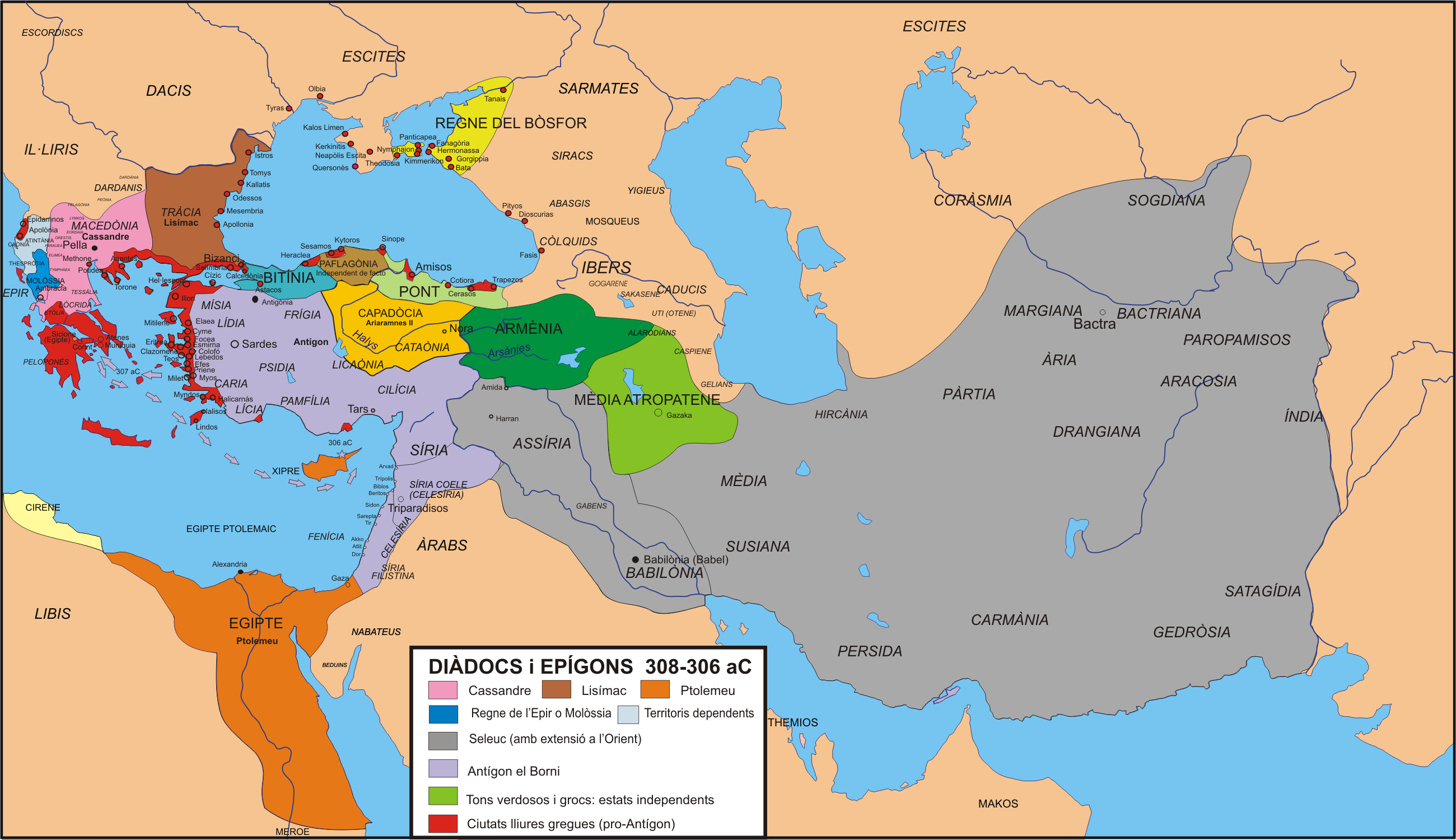
Els diàdocs del 308 al 306 aC

El 309 aC Antígon va atacar Babilònia i va tornar a ser rebutjar i finalment va reconèixer a Seleuc l'administració sense renunciar als seus drets.

### Quarta guerra dels Diàdocs

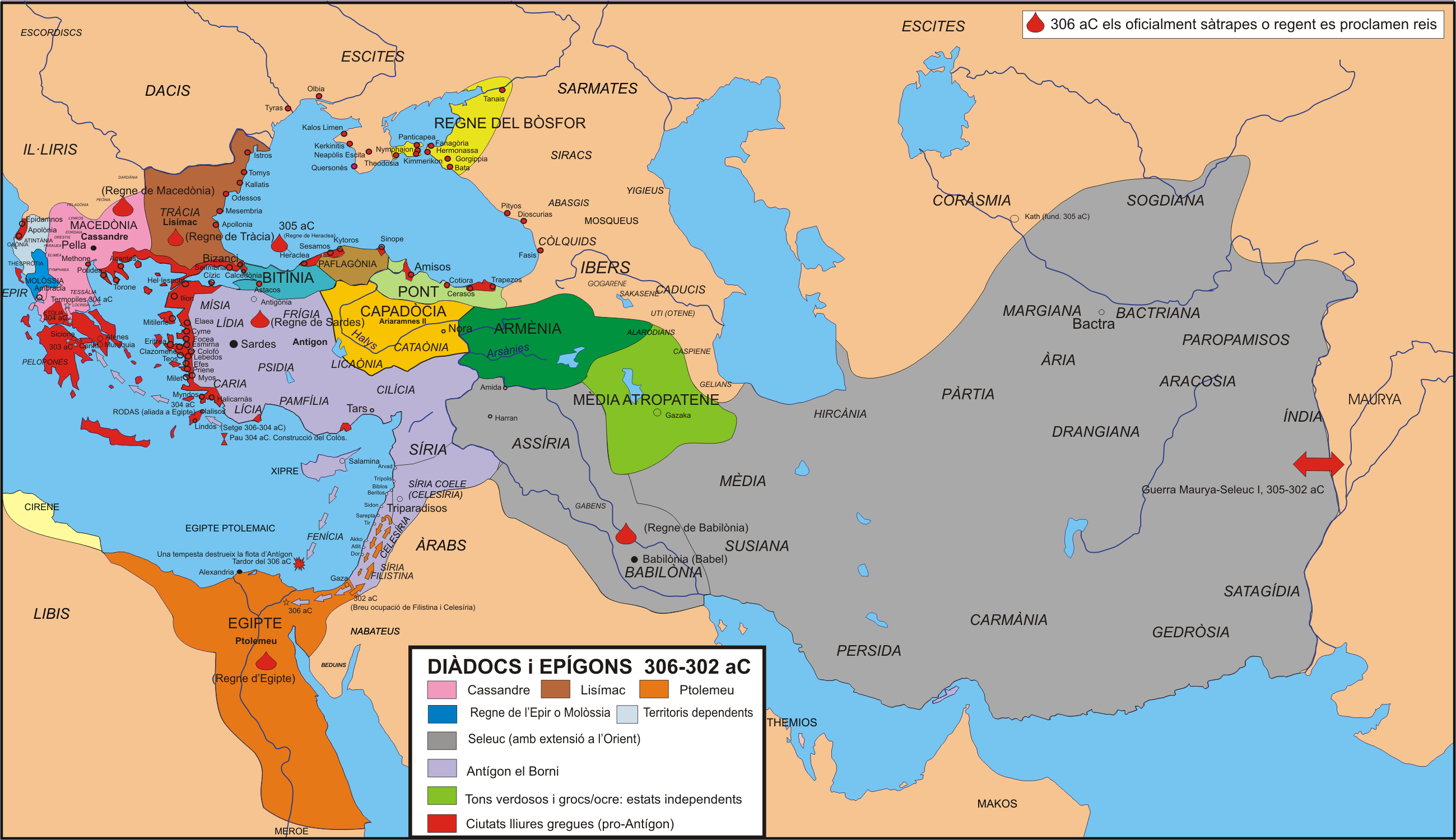
Els diàdocs del 306 al 302 aC

El 306 aC Seleuc ja dominava les satrapies de Babilònia, Susiana i Mèdia, i es va estendre cap a l'Iran i Bactriana. El 305 aC va prendre el títol de rei de Babilònia i va completar el domini de les regions orientals. El 302 aC va fer la pau amb el rei Chandragupta Maurya, fundador de la dinastia Maurya, que dominava la vall de l'Indus, al que va cedir Paropamisade, Aracòsia i Gedròsia, a canvi de 500 elefants i un tractat de pau; una filla de Seleuc es va casar amb Chandragupta. Després es va aliar amb el rei de facto macedoni, Cassandre, i amb el proclamat rei de Tràcia, Lisímac, contra Antígon Monoftalm rei de Sardes, que havia estat proclamat hegemon de la Lliga de Corint (de la qual el seu fill Demetri Poliorcetes n'era l'estrateg). Antígon va tenir notícies que Seleuc, amb els 500 elefants, volia avançar contra ell a l'Àsia Menor, i va fer matar el rei del Pont, Mitridates II (el fundador) del qual desconfiava, però atacat al mateix temps per Lisímac de Tràcia, va ser abandonat per alguns dels seus generals i a la tardor va haver de cridar en ajut al seu fill Demetri Poliorcetes. El 301 aC els aliats (principalment Lisímac) van obtenir la victòria decisiva a la batalla d'Ipsos i Antígon va morir. Seleuc va rebre una part dels seus territoris, concretament els regnes de Capadòcia, Armènia i Atropatene, que serien vassalls (nominalment) del sobirà de Babilònia, i Síria, (Celesíria va ser cedida a Ptolemeu d'Egipte). També en van rebre altres parts els altres aliats: el fill de Cassandre de Macedònia, Plistarc, va rebre la costa sud de l'Àsia Menor (Cària, Lícia, Pamfília i Cilícia); i Lisímac la resta de l'Àsia Menor (Mísia, Frígia, Lídia i Psídia) amb els regnes de Pont i Bitínia que serien vassalls, i Heraclea del Pont (el tirà local portava el títol de rei) i les altres ciutats gregues lliures. El fill d'Antígon, Demetri, va conservar Efes, amb la flota, Milet, Xipre, algunes ciutats gregues encapçalades per Corint, i algunes ciutats fenícies, especialment Tir i Sidó.
L'any 300 aC va establir la seva capital a la ciutat d'Antioquia a la riba de l'Orontes, que va fundar (li va donar el nom en honor del seu pare) i va poblar amb grecs. Al mateix temps va fundar Selèucida del Tigris (enfront de Ctesifont), Apamea (en honor de la seva muller Apama) i Laodicea (en honor de la seva mare Laodice). En total se li atribueix la fundació d'unes cinquanta ciutats (algunes Selèucida, Antioquia i Alexandria).

### La lluita per Macedònia, 298–285 aC
El 299 aC Seleuc va capgirar la seva aliança, i va mantenir converses amb Demetri que van acabar amb el casament de Seleuc amb una filla de Demetri, de nom Estratonice, enllaç que va tenir lloc a Rosos (Síria). Demetri va obtenir ajut per conquerir Cilícia que estava en mans de Plistarc. El 294 aC, ocupat Demetri a Grècia (on en un cop de mà es va proclamar rei de Macedònia), el seu sogre li va arrabassar la Cilícia (menys uns quants punts estratègics defensats per la flota), mentre els egipcis van ocupar Xipre, i Lisímac de Tràcia va entrar a Efes i Milet.

### La lluita de Lisímac i Seleuc, 285–281 aC
El 285 aC Demetri, expulsat de Macedònia, es va refugiar a les seves possessions de Cilícia, però assetjat per Seleuc es va haver de rendir i fou enviat presoner a una residència reial a la riba de l'Orontes on va morir cap a l'any 283 aC.
El 282 aC Seleuc va declarar la guerra a Lisímac de Tràcia i Macedònia, que per intrigues familiars havia fet matar el seu propi fill Agàtocles. El 281 aC Seleuc va iniciar la campanya i va atacar Frígia; la batalla principal es va lliurar a la Plana de Curopedi, a l'oest de Sardes, i Lisímac va ser derrotat i mort i les seves possessions asiàtiques, ocupades. Seleuc va prendre també el títol de rei de Macedònia i Tràcia que es va fer donar per l'exèrcit, i es va traslladar a Europa deixant com a regent d'Àsia al seu fill Antíoc. Però el setembre del 281 aC va morir assassinat a Lisimàquia per Ptolemeu Ceraune, en revenja perquè no li havia entregat la corona d'Egipte que li havia promès. Ptolemeu Ceraune es va fer proclamar rei de Macedònia per l'exèrcit però el seu govern va resultar efímer. Antíoc I Soter (el Salvador) fill de Seleuc, va ser reconegut a totes les possessions del seu pare a l'Àsia, menys a la Jònia (Efes, Milet i la seva regió) on una flota enviada per Egipte va fer reconèixer la sobirania dels Ptolemeus i constituí durant un temps la província de la Jònia egípcia.
Seleuc I Nicàtor, per commemorar el seu ascens al poder, va crear un nou calendari, introduint l'Era Selèucida, en el qual la seqüència d'anys del calendari no es reiniciava amb la coronació de cada nou sobirà, sinó que es va fixar l'any 1 d'una forma arbitrària i a partir d'aquí la seqüència continuà ininterrompudament no sols fins a la fi de l'Imperi Selèucida per l'Imperi Part i altres pobles d'Orient, fins i tot sent usada en els inicis del període islàmic a la regió de Síria.

## Mort i llegat

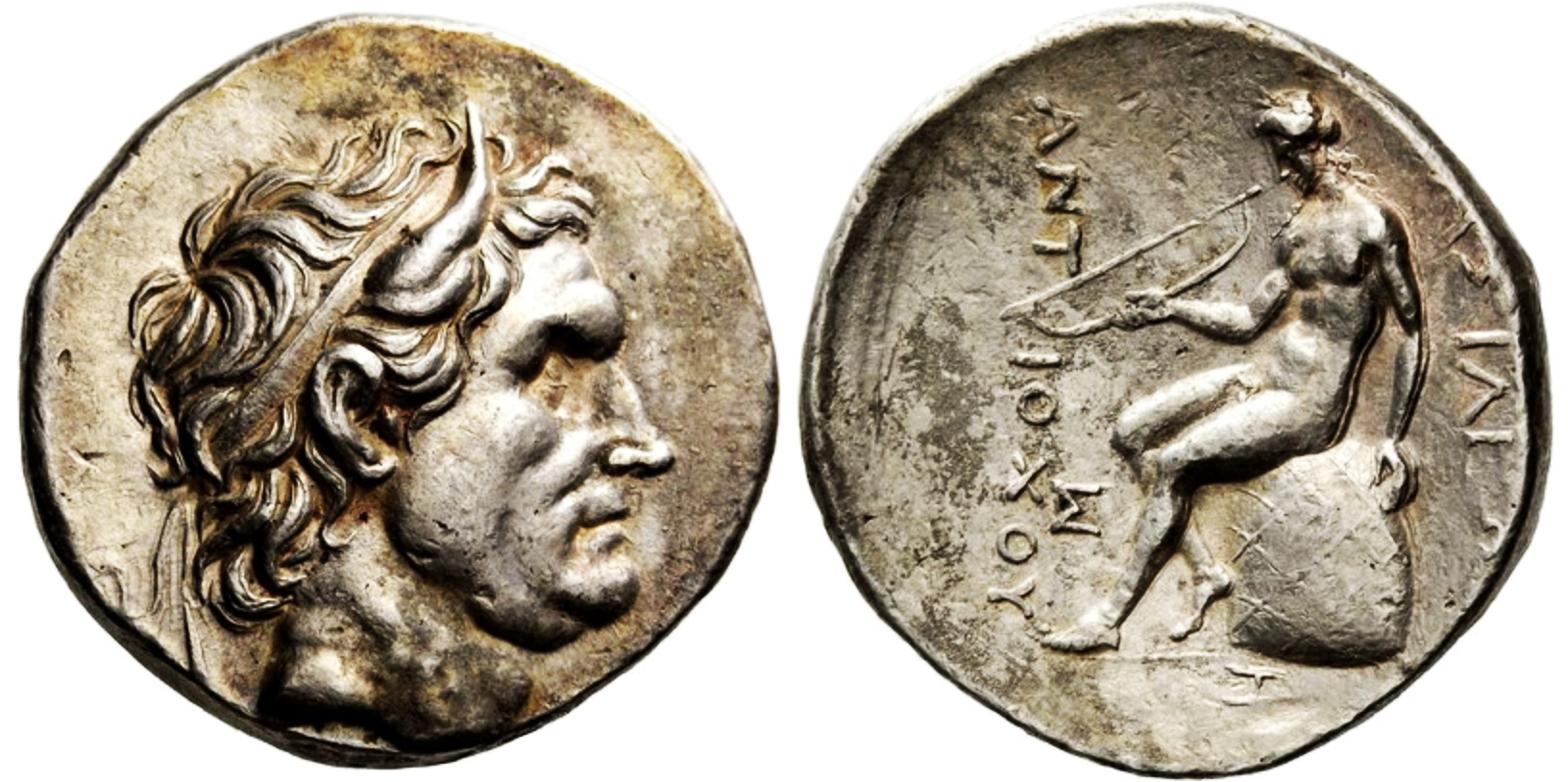
Tetradracma d’Antíoc I. L'anvers mostra el bust de Seleuc I, amb banyes de toro. El revers mostra Apol·lo assegut sobre un òmfal, sostenint un arc. La llegenda grega diu: BAΣIΛEΩΣ ANTIOXOY, Basileōs Antiochou, "del rei Antíoc".

Seleuc ara tenia totes les conquestes d'Alexandre excepte Egipte i va prendre possessió de Macedònia i Tràcia. Tenia la intenció de deixar Àsia a Antíoc i conformar-se durant la resta dels seus dies amb el regne macedoni dins dels seus antics límits. Tanmateix, amb prou feines havia creuat el Quersonès traci quan va ser assassinat per Ptolemeu Ceraunos prop de Lisimaquea el setembre del 281 aC.
Sembla cert que després de conquerir Macedònia i Tràcia, Seleuc hauria intentat conquerir Grècia. Ja havia preparat aquesta campanya utilitzant els nombrosos regals que li havien presentat. També va ser nomenat ciutadà honorari d’Atenes.
Antíoc va fundar el culte del seu pare. Es va formar un culte a la personalitat al voltant dels membres posteriors de la dinastia selèucida i Seleuc va ser venerat més tard com a fill de Zeus Nikator. Una inscripció trobada a Ilion (Troia) aconsella als sacerdots que facin sacrificis a Apol·lo, l'avantpassat de la família d'Antíoc. Diverses anècdotes de la vida de Seleuc es van popularitzar en el món clàssic.

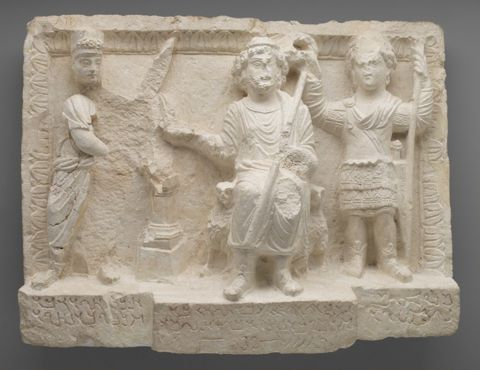
Relleu de culte que mostra Seleuc I Nicàtor a la dreta, coronant el Gad de Dura.

La reputació de Seleuc com a fundador de ciutats també sembla haver persistit després de la seva mort. Per exemple, les excavacions al jaciment de Dura Europos, a Síria, van descobrir un relleu de culte d'un temple que mostra Seleuc, com a fundador de la ciutat, coronant el Gad de Dura. Una prova més clara que la ciutat considerava Seleuc com el seu fundador prové d'un document fragmentari de papir, P. Dura 32, que designa Dura-Europos com la colònia dels europeus de Seleuc Nicàtor. Les escasses restes arqueològiques del període hel·lenístic del jaciment, però, indiquen que el lloc va començar com un petit assentament de guarnició (un phourion) en terres reials que encara no tenia l'estatus de polis. El sistema de carreteres i les fortificacions semblen haver-se construït només l'any 150 dC. És poc probable que la petita comunitat, que vivia al voltant de la base de la ciutadella, amb petites parcel·les de terra per a cada soldat a la zona rural dels voltants, hagués rebut gaire atenció reial en aquest període primerenc, però la llegenda que envolta Seleuc I Nicàtor com a fundador de la ciutat sembla haver portat els habitants posteriors a associar el seu nom al seu assentament.